# Исмаилов, Ишанкул
Ишанкул Исмаилов (1 марта 1902—20 июля 1990) — Гвардии красноармеец Рабоче-крестьянской Красной Армии, участник Великой Отечественной войны, Герой Советского Союза (1945).

## Биография
Ишанкул Исмаилов родился 1 марта 1902 года в кишлаке Турк (ныне — Галляаральский район Джизакской области Узбекистана). Получил неполное среднее образование, после чего работал в колхозе. В октябре 1942 года Исмаилов был призван на службу в Рабоче-крестьянскую Красную Армию. С февраля 1943 года — на фронтах Великой Отечественной войны. К февралю 1945 года гвардии красноармеец Ишанкул Исмаилов был автоматчиком 240-го гвардейского стрелкового полка, 74-й гвардейской стрелковой дивизии, 29-го гвардейского стрелкового корпуса, 8-й гвардейской армии, 1-го Белорусского фронта. Отличился во время освобождения Познани.
Во время штурма узла немецкой обороны в Познани Исмаилов лично уничтожил расчёт крупнокалиберного пулемёта и зенитное орудие, благодаря чему батальон успешно завершил штурм.
Указом Президиума Верховного Совета СССР от 31 мая 1945 года гвардии красноармеец Ишанкул Исмаилов был удостоен высокого звания Героя Советского Союза с вручением ордена Ленина и медали «Золотая Звезда».
После окончания войны Исмаилов был демобилизован. Вернулся в родной кишлак, где работал в колхозе бригадиром, заведующим фермой, заведующим складом, председателем колхоза, председателем сельского совета.
Был также награждён орденом Отечественной войны 1-й степени (1985) и рядом медалей.